# 近文台分屯地
座標: 北緯43度48分32秒 東経142度20分18秒 / 北緯43.80882720356465度 東経142.33826637268066度
近文台分屯地（ちかぶみだいぶんとんち、JGSDF Vice-Camp Chikabumidai）は、北海道旭川市字近文7線1号に所在し、近文台弾薬・燃料各支処等が駐屯する陸上自衛隊旭川駐屯地の分屯地である。

## 概要
弾薬支処が字近文7線1号、燃料支処が同5線2号と同一敷地内で住所が異なる分屯地はここだけである。
近文台分屯地司令は、近文台弾薬支処長が兼務。近文台演習場が隣接する。

## 沿革
- 1955年（昭和30年）2月28日：陸上自衛隊北海道地区補給処近文台弾薬支処および近文台燃料支処が編成完結。
- 1998年（平成10年）3月26日：中央補給処の整理統合に伴い、陸上自衛隊北海道補給処近文台弾薬支処および近文台燃料支処に改称。
- 2023年（令和05年）9月18日：次年度より弾薬庫整備のための調査を実施することが報道された[1]。

## 駐屯部隊
- 北海道補給処
  - 近文台弾薬支処
  - 近文台燃料支処
- 北部方面システム通信群
  - 第101基地システム通信大隊
    - 第301基地通信中隊
      - 近文台派遣隊

## 最寄の幹線交通
- 高速道路：道央自動車道 旭川鷹栖IC
- 一般道：国道12号、国道20号、国道39号、国道40号、国道237号、国道275号、北海道道37号鷹栖東神楽線、北海道道72号旭川幌加内線、北海道道90号旭川環状線、北海道道294号東川東神楽旭川線
- 鉄道：JR北海道宗谷本線/函館本線/石北本線/富良野線 旭川駅
- 港湾：
- 飛行場：旭川空港（第二種空港）